# Гра на папері
Гра на папері (англ. Paper-and-pencil game) — це форма гри, для якої потрібні лише папір і олівець або інші письмові приладдя. Її не слід плутати з рольовою грою з ручкою та папером, яка є різновидом настільних рольових ігор.
Такі ігри включають, зокрема, Хрестики-нулики, Морський бій, Шибениця та Місто, країна, ріка. Вони найкраще підходять для двох або більше гравців. Зазвичай у таких іграх не використовують гумку, а враховується лише те, що було написано чи намальовано. Ігри цього типу часто застосовуються як ігри для знайомства в невеликих групах, оскільки вони прості, швидкі у виконанні та не потребують складних пояснень.

## Матеріали
Для ігор на папері та з олівцем, як випливає з назви, потрібні лише папір і письмове приладдя (олівець, ручка тощо). Розмір паперу залежить від конкретної гри і може варіюватися від великого аркуша до маленького нотатника. Для деяких ігор, таких як Морський бій або Палички, бажано використовувати папір у клітинку, тоді як для інших це не має значення.

## Підготовка до гри
Підготовка до гри залежить від конкретного типу гри на папері та з олівцем. Наприклад, для Хрестиків-нуликів потрібно намалювати поле з дев'ятьма клітинками. У грі Шибениця заздалегідь малюють лінії, на яких згодом записуватимуться літери загаданого слова. Для Морського бою створюють таблицю з координатами А–З та 1–10, куди гравці розміщують свої кораблі, щоб мати чіткий огляд ігрового поля.
Таким чином, підготовка до кожної гри є індивідуальною, і немає універсальної інструкції, оскільки виконання залежить від самих гравців.

## Ігри (вибірка)
До ігор на папері та з олівцем належать, зокрема, такі:
- Алфавітна естафета
- Малювання наосліп
- Двійники
- Крапки
- Хрестики-нулики
- Ґомоку
- Шибениця
- Палички
- Лінго
- Малюємо по черзі
- Відгадування осіб
- Пошук скарбів
- Морський бій
- Пагінці
- Місто, країна, ріка
- Малювання в темряві
- Перегони